# Festival de télévision de Monte-Carlo 2012
Le Festival de télévision de Monte-Carlo 2012, 52e édition du festival, s'est déroulé du 10 au 14 juin 2012.
Les maîtres de cérémonie étaient Louise Ekland et Gilles Marini.

## Sélection

### Séries dramatiques
- Boardwalk Empire  États-Unis
- Braquo  France
- Bron  Suède
- Der Letze Bulle  Allemagne
- Downton Abbey  Royaume-Uni
- Flashpoint  Canada
- Gran hotel  Espagne
- Hacktion  Hongrie
- Helsinga Herra  Finlande
- Island of the unwanted  Ukraine
- La Galère  Canada
- Game of Thrones  États-Unis
- Misdomer Murders  Royaume-Uni
- Nankyoku Tairiku  Japon
- Nothing Trivial  Nouvelle-Zélande
- Once upon a time in Odessa  Russie
- Pod Prikritie  Bulgarie
- Profugos  Brésil
- Rita  Danemark
- Soko Leipzig  Allemagne
- The Firm  Canada
- The Good Wife  États-Unis
- The Kitchen Musical  Singapour
- The Murdoch Mysteries  Canada
- The Princess's Man  Corée du Sud
- The Slap  Australie
- Titanic: Blood & Steel  Italie
- Velhos Amigos  Portugal
- Vermist  Belgique
- Whitechapel  Royaume-Uni

### Séries comiques
- 30 Rock  États-Unis
- Call Me Fitz  Canada
- Coacherna  Suède
- Crazy About Love  Italie
- Fais pas ci, fais pas ça  France
- Fresh Meat  Royaume-Uni
- Kaboul Kitchen  France
- Laid  Australie
- Les Parent  Canada
- Little Mosque  Canada
- Lykke  Danemark
- Modern Family  États-Unis
- Mrs. Brown's Boys  Irlande
- Mulher de fases  Brésil
- Os Compadres  Portugal
- Red Sonja  Belgique
- The Big Bang Theory  États-Unis

### Mini-séries
- Une femme de confiance  Royaume-Uni
- Bomb Girls  Canada
- El precio de la libertad  Espagne
- Gleboka Woda  Pologne
- Henri 4  Allemagne
- Krepost  Russie
- Les Hommes de l'ombre  France
- Tiberio Mitri - Il campione e la miss  Italie
- Tornarem  Espagne
- Toussaint Louverture  France
- Yasu, A single father's story  Japon

### Téléfilms
- Bert & Dickie de David Blair  Royaume-Uni
- Der letzte schöne Tag de Johannes Fabrick  Allemagne
- Game Change de Jay Roach  États-Unis
- Hanayome no Chichi de Hajime Takezono  Japon
- Hannas Entscheidung de Friedemann Fromm  Autriche
- J'ai peur d'oublier de Élisabeth Rappeneau  France
- La Mer à l'aube de Volker Schlöndorff  France
- Pour Djamila de Caroline Huppert  France
- Shoshû de Masato Harada  Japon
- Tangiwai : A Love Story de Charlie Haskell  Nouvelle-Zélande
- Vater Mutter Mörder de Nikolaus Stein von Kamienski  Allemagne
- Yeltsin, Three August Days de Alexander Mokhov  Russie

### Grands reportages
- Als Het Geen Leven Wordt  Belgique
- Asas Do Desejo  Portugal
- Bahrain: Shouting in the dark  Qatar
- Britains sex gangs  Royaume-Uni
- CNN-Homs: City under siege  États-Unis
- Der Packt mit dem Panda - Was uns der WWF Verscheigt  Allemagne
- En Liten ØY I Verden  Norvège
- Greek Myths: The Birth of a Crisis  Royaume-Uni
- Irak : Les Enfants sacrifiés de Falluja  France
- KBS Special: Life together - 8 weeks of psychological healing  Corée du Sud
- Korrespondenerna - Kvinnorna I Kabult  Suède
- Liv Sviktigt  Suède
- Muammar Gheddafi - Tutti volti del potere  Italie
- News Magazine: Misjudged cases  Chine
- Surviving the Tsunami  Japon
- The Fifth Estate - Truth & Lies: The last days of Osama Bin Laden  Canada
- The nonfiction: Unforgettable: Three family portraits  Japon
- Toxic City - Deutscher giftschrott für Ghanna  Allemagne
- Toy Soldiers  Royaume-Uni
- U MRE ?!  Serbie

### Reportages de JT
- Battle for Misrata - ITV News at Ten  Royaume-Uni
- CBC News : The National Return to Attawapiskat  Canada
- CNN - Lybia: Gadhafi Nanny  États-Unis
- Damascus suburb  Royaume-Uni
- Great East earthquake: Their daughters "Last voice"  Japon
- Inside Homs  Royaume-Uni
- Ningarhar poultry farm  Émirats arabes unis
- Pig Swill Grease  Chine
- Somalia Conflict  Qatar
- Syrie : Dans l'enfer de Homs, Au cœur de la révolution  France
- Tagesthemen / Report from Otsuchi, Japan  Allemagne
- Telediario: Resumen cultural del Año 2011  Espagne
- Tourisme sexuel au Maroc  France

### Programmes d'actualités 24h/24
- 24 oras  Philippines
- CBC News Now  Canada
- CNN - Lybian rebels enter Tripoli  États-Unis
- Fall of Tripoli  Qatar
- Gaddafi Death  Royaume-Uni
- RT Election News Bulletin  Russie
- The Fall of Tripoli  Royaume-Uni
- Yazovir Iv Anovo, Selo Biser  Bulgarie

### Prix du Prince Rainier
- Der Pakt mit dem Panda - Was uns der WWF Verschweigt  Allemagne
- The Healing Road  Corée du Sud
- Vârt Grisiga Hav  Suède

### Prix de l'audience TV internationale[2]
Drames :
- CSI  États-Unis
- CSI: Miami  États-Unis
- CSI: NY  États-Unis

Comédies :
- The Big Bang Theory  États-Unis
- Desperate Housewives  États-Unis
- Svati  Ukraine

Telenovelas / Soaps :
- Amour, Gloire et Beauté  États-Unis
- La Reina del sur  États-Unis  Espagne  Colombie
- Eva Luna  États-Unis  Venezuela

## Jurys

### Séries télévisées

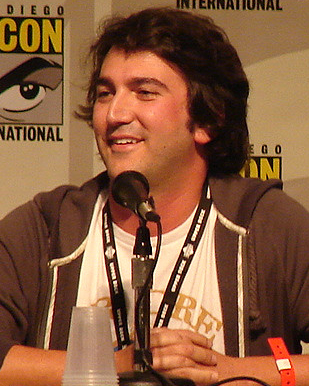
Josh Schwartz

- Josh Schwartz (Président du jury) : Producteur  États-Unis
- Laurence Bachman : Productrice  France
- Piv Bernth : Productrice  Danemark
- Nicola de Angelis : Producteur  Italie
- Colin Rogers : Producteur  Royaume-Uni

### Mini-séries

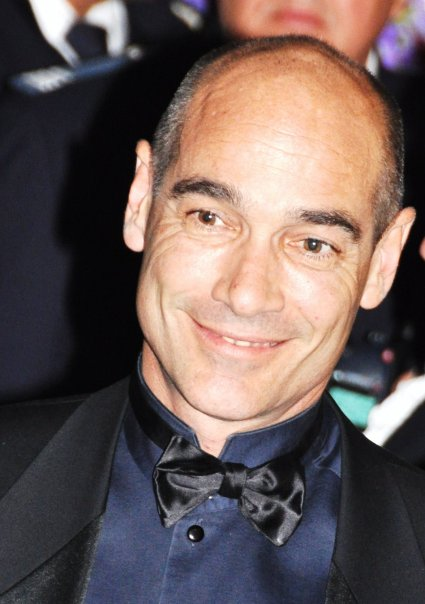
Jean-Marc Barr

- Jean-Marc Barr (Président du jury) : Réalisateur, acteur, producteur  France
- Nujoom Alghanem : Cinéaste indépendante, poétesse  Émirats arabes unis
- Alison Arngrim : Actrice  États-Unis
- Michelle Collins : Actrice  Royaume-Uni
- Lluis Homar : Acteur  Espagne

### Téléfilms

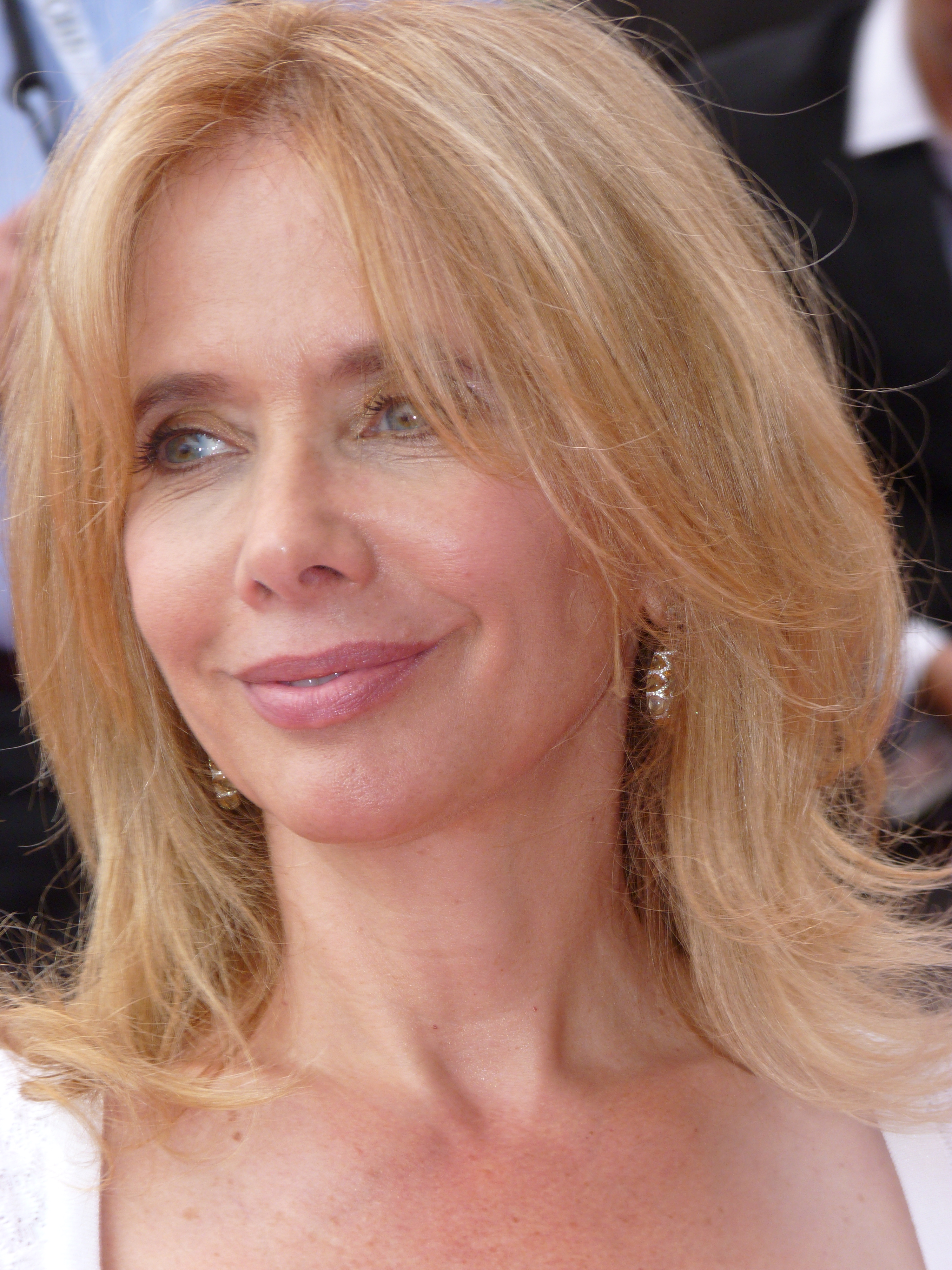
Rosanna Arquette

- Rosanna Arquette (Présidente du jury) : Actrice  États-Unis
- Makoto Kiyohiro : Producteur  Japon
- Massimo Poggio : Acteur  Italie
- Corinne Touzet : Actrice, productrice  France
- Sandra Vidal : Actrice  Argentine

### Grands reportages
- Liz Hughes (Présidente du jury) : Directrice des Programmes d'Actualités - CBC  Canada
- Zoran Baranac : Producteur Exécutif - PRVA SRPSKA  Serbie
- Frédéric Bazille : Grand Reporter - France Télévisions  France
- Asun Gomez Bueno : Directrice de la chaîne Canal 24 Horas - TVE  Espagne
- Louise Hastings : Productrice Exécutive - Sky News Radio  Royaume-Uni
- Kjell Øvre Helland : Editeur de Documents d’Actualité - TV 2  Norvège
- Gill Penlington : Productrice Exécutive - CNN International  États-Unis
- Claudia Ruete : Vice-Directrice du Département Documentaires Politiques - ZDF  Allemagne
- Wim Van Den Eynde : Journaliste d’Investigation - VRT  Belgique
- Naoki Yoshikawa : Producteur de la Division des Affaires Internationales - NHK  Japon

### Reportages de JT et programmes d'actualités 24h/24
- Kjell Øvre Helland (Président du jury) : Editeur de Documents d’Actualité - TV 2  Norvège
- Louise Hastings : Productrice Exécutive - Sky News Radio  Royaume-Uni
- Gill Penlington : Productrice Exécutive - CNN International  États-Unis
- Claudia Ruete : Vice-Directrice du Département Documentaires Politiques - ZDF  Allemagne

### Jurys indépendants

#### AMADE
- Khadja Nin-Ickx (Présidente du jury) : Artiste & Envoyée de bonne volonté de l’observatoire A.C.P sur les migrations
- Catherine d’Andrimont : Administrateur de société  France
- Francis Kasasa : Secrétaire général de l’AMADE Mondiale  Monaco
- Jean Kerwat : Administrateur de l’AMADE Mondiale  Monaco

#### Comité international de la Croix-Rouge
- Frédéric Joli (Président du jury) : Porte parole du CICR  France
- Ghislaine Doucet : Conseillère juridique du CICR  France
- Suzanne Semerdjian : Membre de la Croix-Rouge Monégasque  Monaco

#### Croix-Rouge monégasque
- Nqe Dlamini (Président du jury) : Président de la Croix-Rouge d'Afrique du Sud  Afrique du Sud
- Annick Boisbouvier : Membre du Conseil d'Administration de la Croix Rouge Monégasque  Monaco
- Janet Powell : Chef-adjointe de l'Unité de Production du Comité international de la Croix-Rouge

#### SIGNIS
- Mariachiara Martina (Présidente du jury) : Consultant en Media et Communication  Italie
- Etienne de Jonghe : Secrétaire général de Pax Christi International  Belgique
- André Kolly : Producteur des messes - TSR  Suisse
- Patrick Keppel : Directeur du Centre de Communication et Culture de Monaco Représentant SIGNIS  Monaco

#### URTI
- Claude Lelouch (Président du jury) : Réalisateur, Producteur, Scénariste  France
- Khadija Al-Salami : Réalisatrice - Yemen TV  Yémen
- Nestor Bankumukunzi : Directeur de la Télévision Nationale - RTNB  Burundi
- Daniel Brouyère : Directeur de l'Unité Documentaire, Magazine et Jeunesse - RTBF  Belgique
- Hervé Cauchy : Direction des Programmes - France Ô  France
- Mohamed Lamine Cisse : Directeur des Programmes - RTI  Côte d'Ivoire
- Ahmed Salem Deida : Conseiller chargé de la Coopération et de la Formation - Télévision de Mauritanie  Mauritanie
- Robert Ekukole Esong : Directeur des Programmes/Production TV - CRTV  Cameroun
- Christian Filippello : Département Communication et Marketing, Festivals Internationaux - RAI  Italie
- Bekim Hasani : Directeur de la Télévision - RTK  Kosovo
- Bouzid Ould Hocine : Réalisateur, Scénariste - EPTV  Algérie
- Sameh Khader : Directeur Général des Relations Internationales et de la Formation - PBC  Palestine
- Jose Lopes de Araujo : Directeur des Relations Internationales - RTP  Portugal
- Ahmad Makaila : Directeur Général Adjoint - ONRTV  Tchad
- Lidia Marton : Directrice des Relations Internationales - MTVA  Hongrie
- Alain Massé : Directeur Général, URTI
- Pawel Sosnowski : Directeur des Relations Internationales - TVP  Pologne
- Elena Spanily : Directrice des Relations Internationales - TVR  Roumanie

## Palmarès[3]
- Séries dramatiques :
  - Meilleure série internationale : Game of Thrones  États-Unis
  - Meilleure série européenne : Titanic: Blood & Steel)  Italie
  - Meilleur acteur : Henning Baum dans Mick Brisgau  Allemagne
  - Meilleure actrice : Mille Dinesen dans Rita  Danemark

- Séries comiques :
  - Meilleure série internationale : Modern Family  États-Unis
  - Meilleure série européenne : Kaboul Kitchen  France
  - Meilleur acteur : Jason Priestley dans Call Me Fitz  Canada
  - Meilleure actrice : Tina Fey dans 30 Rock  États-Unis

- Mini-séries :
  - Meilleure série : Yasu, A single father's story  Japon
  - Meilleur acteur : Julien Boisselier dans Henri 4  France
  - Meilleure actrice : Emily Watson dans Une femme de confiance  Royaume-Uni

- Téléfilms :
  - Meilleure série : Der letzte schöne Tag  Allemagne
  - Meilleur réalisateur : Masato Harada pour Shoshû  Japon
  - Meilleur acteur : Woody Harrelson dans Game Change  États-Unis
  - Meilleure actrice : Christine Neubauer dans Hannas Entscheidung  Autriche

- Actualités :
  - Meilleur grand reportage : (ex æquo)
    - En Liten ØY I Verden  Norvège
    - Bahrain: Shouting in the dark  Qatar

  - Meilleur reportage de JT : Inside Homs  Royaume-Uni
  - Meilleur programme d'actualités 24h/24 : The Fall of Tripoli  Royaume-Uni

- Prix de l'audience TV internationale :
  - Drame : CSI  États-Unis
  - Comédie : Desperate Housewives  États-Unis
  - Telenovela / Soap : Amour, Gloire et Beauté  États-Unis

### Prix spéciaux
- Prix spécial prince Rainier III : Vârt Grisiga Hav  Suède
- Prix URTI - grand prix international du documentaire d’auteur : Sayome  Grèce
- Prix AMADE : Korrespondenerna - Kvinnorna I Kabult  Suède
- Prix SIGNIS : Der letzte schöne Tag  Allemagne
- Prix du Comité international de la Croix-Rouge : Irak : Les Enfants sacrifiés de Falluja  France
- Prix de la Croix-Rouge monégasque : Hannas Entscheidung  Autriche

### Prix de la presse
Les résultats sont issus du vote des journalistes couvrant le festival.
- Meilleure série dramatique internationale : Game of Thrones  États-Unis
- Meilleure série comique internationale : Modern Family  États-Unis
- Meilleure série française : Les Hommes de l'ombre  France